# St Peter’s (Kent)
St Peter’s – wieś w Anglii, w hrabstwie Kent, w dystrykcie Thanet. Leży 26 km na północny wschód od miasta Canterbury i 109 km na wschód od centrum Londynu. W 2015 miejscowość liczyła 6990 mieszkańców. Tworzy gminę (civil parish) z miastem Broadstairs.